# Arrondissement Tongeren
Arrondissement Tongeren (franska: Arrondissement de Tongres, Arrondissement administratif de Tongres) är ett arrondissement i Belgien.   Det ligger i provinsen Limburg och regionen Flandern, i den östra delen av landet, 80 kilometer öster om huvudstaden Bryssel. Antalet invånare är 197 400. Arean är 632 kvadratkilometer.
Terrängen i Arrondissement Tongeren är huvudsakligen platt, men åt sydost är den kuperad.
Trakten runt Arrondissement Tongeren består till största delen av jordbruksmark. Runt Arrondissement Tongeren är det ganska tätbefolkat, med 230 invånare per kvadratkilometer.

## Kommuner
Följande kommuner ingår i arrondissementet;

- Alken
- Bilzen
- Borgloon
- Heers'
- Herstappe
- Hoeselt
- Kortessem
- Lanaken
- Maasmechelen
- Riemst
- Tongeren
- Voeren
- Wellen